# Gymnocalycium mesopotamicum
Gymnocalycium mesopotamicum là một loài thực vật có hoa trong họ Cactaceae. Loài này được R.Kiesling mô tả khoa học đầu tiên năm 1980.